# Anticlericalismo

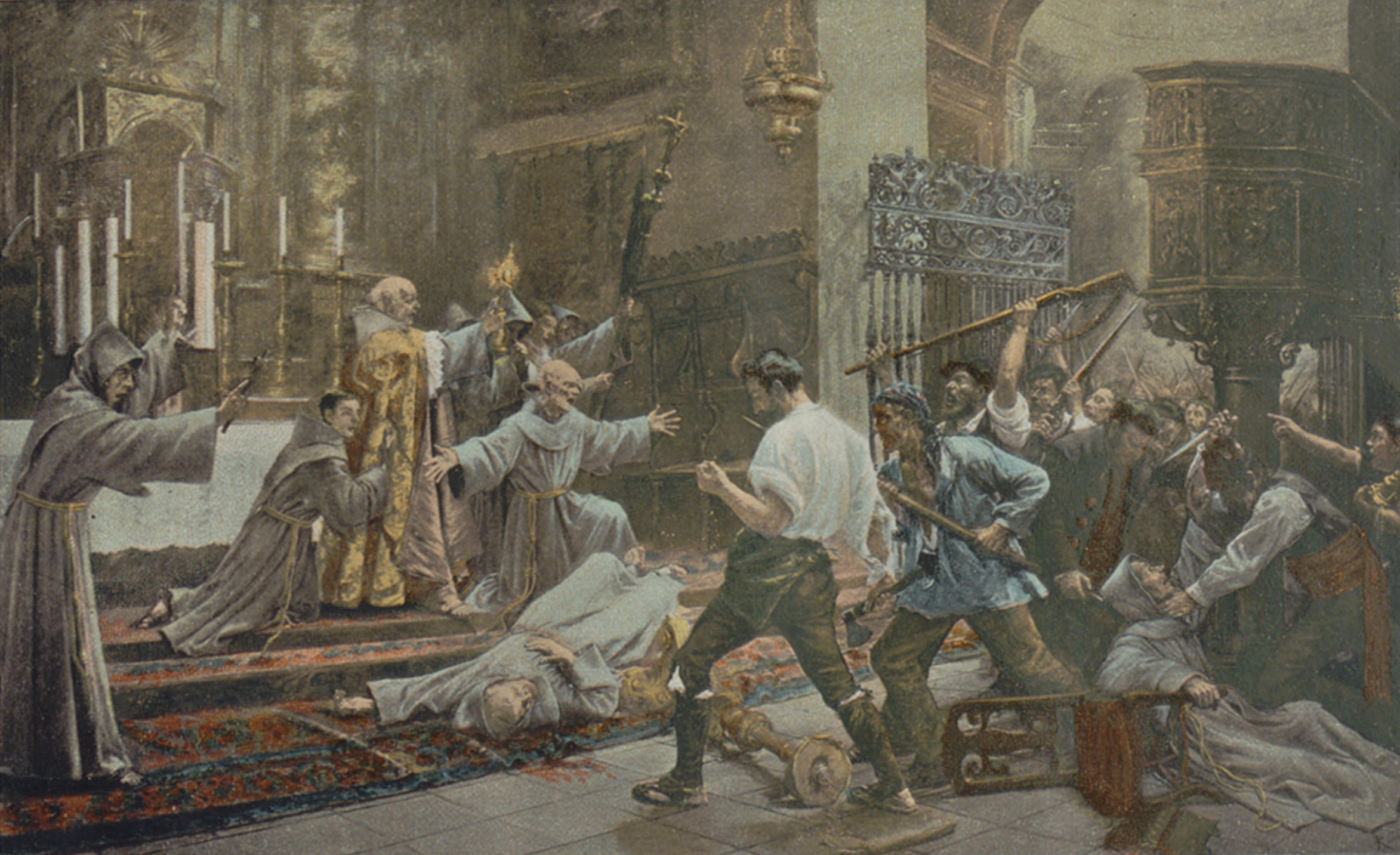
Asesinato de frailes en la Basílica de San Francisco el Grande de Madrid durante la revuelta antirreligiosa de 1834.

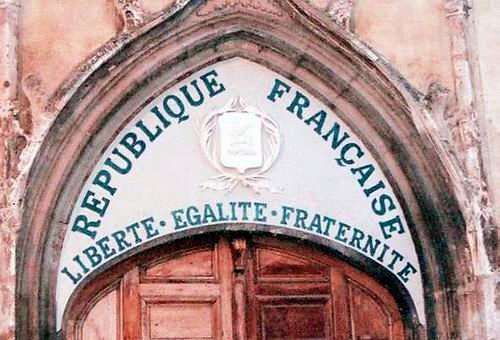
Lema de la República francesa sobre el tímpano de la iglesia de Aups, en Francia. Fue colocado en 1905 con motivo de la aprobación de la ley francesa de separación de las Iglesias y el Estado. La iglesia de Francia sigue abierta al culto y es regentada por la Iglesia católica, mientras que el ayuntamiento de Aups, como propietario del edificio, asume su conservación y mantenimiento conjuntamente con el Estado.

El anticlericalismo es un movimiento histórico contrario al clericalismo, es decir, a la influencia de las instituciones religiosas en los asuntos políticos o en la sociedad, ya sea esta real o una presunción. Históricamente, el anticlericalismo en las tradiciones cristianas se ha opuesto particularmente a la influencia del catolicismo. El anticlericalismo está relacionado con el secularismo, que busca separar a la iglesia de la vida pública y política. Si bien el término se ha usado en Europa desde los siglos XII y XIII, se le asocia en la historia más reciente con la Revolución francesa y sus consecuencias.
Algunas personas se han opuesto al clero por motivos relacionados con la corrupción moral, problemas institucionales o desacuerdos con la interpretación religiosa, como fue el caso durante la Reforma protestante. El anticlericalismo se volvió extremadamente violento durante la Revolución francesa, en tanto los revolucionarios creían que la Iglesia jugaba un papel central en los sistemas de opresión que desencadenaron en la revolución. Muchos clérigos fueron asesinados, y gobiernos revolucionarios franceses intentaron poner a sacerdotes bajo el control del Estado haciéndolos empleados.
Se pueden identificar tres formas principales de anticlericalismo. La primera, desarrollada durante el siglo XVIII, se basaba en la oposición a los privilegios clericales, a menudo corruptos, establecido por el feudalismo. La segunda está asociada al auge del liberalismo, que en general acusaba al clero de servilismo hacia las monarquías o de ignorancia en términos de pensamiento científico. La tercera, avalada por algunos sistemas totalitarios, consideraba a los clérigos como opositores crónicos a la «raza», la «nación» o alguna otra presunta ideología.
El anticlericalismo apareció en la Europa católica a lo largo del siglo XIX, en varias formas, y posteriormente en Canadá, Cuba y América Latina. De acuerdo con el Pew Research Center, varios estados comunistas y postcomunistas son actualmente practicantes del anticlericalismo político, entre ellos Uzbekistán, Azerbaiyán, Kazajistán, Tayikistán, Kirguistán, Turkmenistán, Vietnam, China y Corea del Norte.

## Tipología
La historia del anticlericalismo en Europa, y en Occidente en general, suele dividirse en dos grandes períodos. Por un lado, el llamado anticlericalismo cristiano—o «anticlericalismo creyente», como lo llamó Julio Caro Baroja, pionero de su estudio en España—, tan antiguo como la Iglesia misma, que se caracteriza por sus críticas a vicios y abusos concretos del clero o a su excesivo número y poder, pero que no cuestiona el papel dominante de la Iglesia en la sociedad ni su influencia en el Estado, y el anticlericalismo contemporáneo—o «anticlericalismo no creyente» como lo llama Caro Baroja—que surge en el siglo XVIII con la Ilustración y que cuestiona desde una óptica racionalista la sociedad sacralizada del Antiguo Régimen y el poder de las Iglesias, al considerarlos obstáculos para el progreso en el mundo. Referido al caso del catolicismo, según Julio Caro Baroja, «el proceso mental que conduce al anticlericalismo es sencillo. Se parte de la creencia de que la religión católica como tal es buena, bella y verdadera: pero los que la sirven son malos, mentirosos y de fea conducta [es el "anticlericalismo creyente"]... Pero he aquí que de esta primera manera de pensar se pasa, o se puede pasar, a una segunda. La inmoralidad, la falta de conducta, se atribuyen entonces a defectos de la misma organización de la Iglesia. Y después, en un tercer momento o fase, son ya los dogmas los que se atacan [la segunda y la tercera fases corresponden al "anticlericalismo no creyente"]».
El anticlericalismo contemporáneo—«anticlericalismo no creyente» en la terminología de Julio Caro Baroja—no debe ser entendido sólo como una ideología negativa, aunque su oposición al clericalismo es su rasgo principal, sino que es un movimiento que defiende un proyecto social y político que en su versión más moderada se identifica con el laicismo, ya que tiene como objetivo la secularización del Estado (es decir, la separación de la Iglesia y el Estado) y en su versión más radical pretende también la secularización de la sociedad. La versión más extrema de este último es el anticlericalismo antirreligioso o ateo que ataca los textos, los dogmas, las creencias, los ritos y las prácticas devocionales de una determinada religión.
En la historia del anticlericalismo también se distingue entre el anticlericalismo de las élites políticas o ideológicas (que en el caso del anticlericalismo contemporáneo se suele denominar anticlericalismo político o institucional) del anticlericalismo popular, que a veces desemboca en diversas formas de violencia (sacrofóbica o iconoclasta) contra los edificios o los objetos de culto, o de violencia física contra los miembros del clero. A raíz de la asociación del anticlericalismo con la violencia, el término fue adquiriendo un cierto sentido peyorativo, por lo que, por ejemplo en España, algunos anticlericales a partir de los años 1920 prefirieron autodenominarse «laicos» (como la Liga Nacional Laica, fundada en marzo de 1930).

## Características

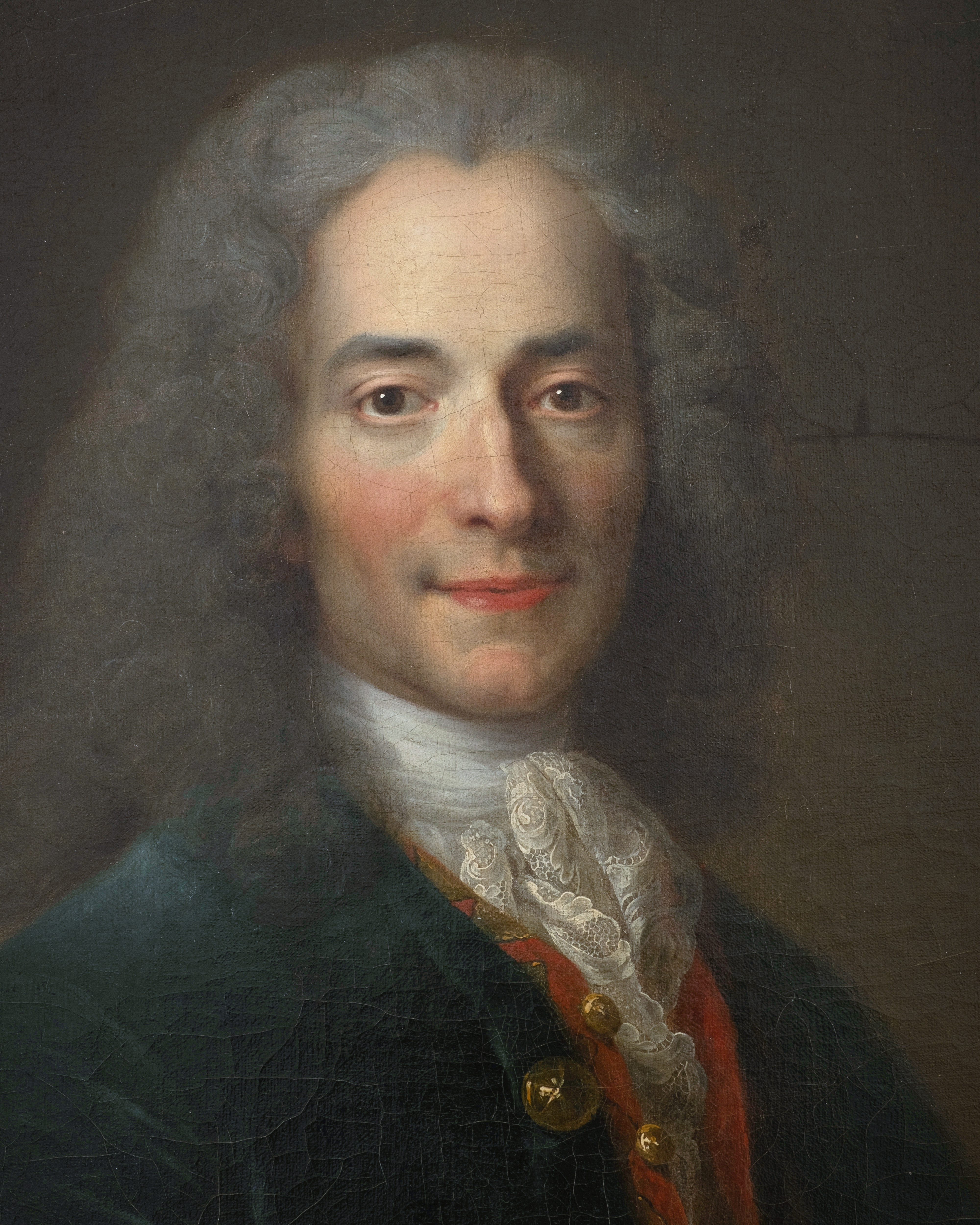
Voltaire en 1718, por Nicolas de Largillière.

El anticlericalismo sostiene que las creencias religiosas pertenecen al ámbito exclusivamente privado del ciudadano, por lo que las organizaciones que las sustentan, al formarse como instituciones, ejercen influencias intolerantes y, por tanto, indeseables, política y públicamente, en el conjunto social. Surge como respuesta a la existencia de un clericalismo integrista o poder teocrático sustentado por una casta sacerdotal.
También se denomina anticlericales a quienes, aun manteniendo creencias religiosas, cuestionan el papel de mediador que ejerce el clero en la profesión de fe.
En un sentido estricto, el anticlericalismo es un laicismo combatiente y activo que trata de mantener toda convicción religiosa dentro del ámbito o esfera personal e individual. Las derivaciones de este pensamiento han sido muchas: en unos casos el movimiento anticlerical ha ido acompañado de actos violentos contra edificios o el arte religioso (iconoclastia) o contra las personas; en otros, por el contrario, ha tenido un contenido más intelectual y político y ha sido asumido por humanistas como Erasmo, ilustrados como Voltaire, filósofos como Friedrich Nietzsche, hijo de un clérigo protestante, por ideologías como la francmasonería, el liberalismo, el anarquismo y el comunismo y por las filosofías materialista, epicúrea, empírica, ilustrada, nihilista y pesimista. En la India lo representan las tres escuelas nástika; en el islamismo, las doctrinas laicistas de Mustafa Kemal Atatürk.

## Historia

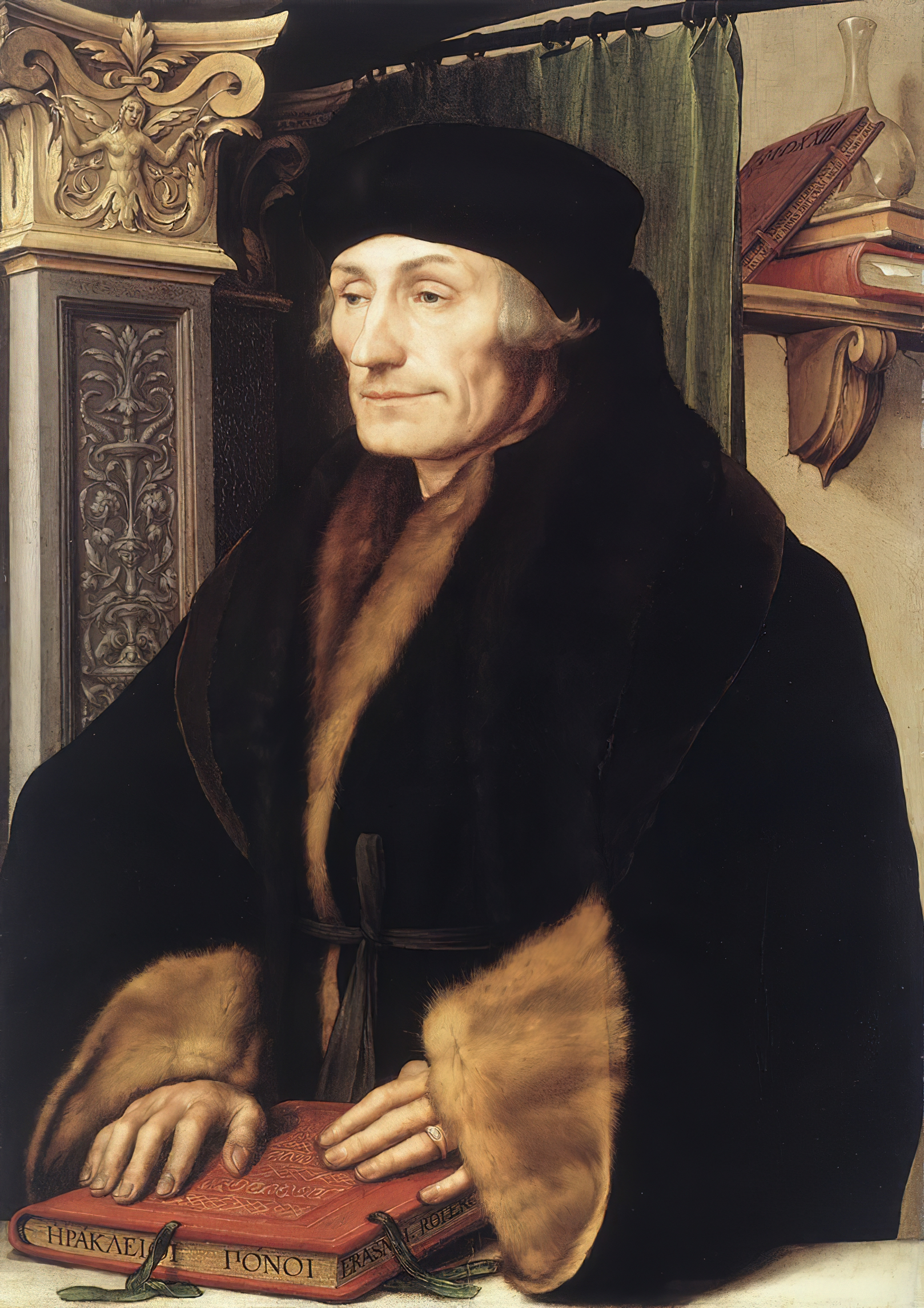
Erasmo de Róterdam, retratado por Hans Holbein el Joven.

El anticlericalismo ha existido en todas las épocas y en todas las religiones que han contado con un clero sacerdotal. Muchas religiones han intentado usurpar el gobierno civil y dirigirlo mediante la modalidad de gobierno conocida como teocracia. En la India las religiones ástika frente a las nástika o no clericales. En Occidente, el fundador de la religión cristiana, Jesucristo, dejó sentado el principio de que "no se puede servir a dos señores" y de que había que "dar al César lo que es del César, y a Dios lo que es de Dios", y separó claramente lo espiritual de lo terrenal, dando más importancia a lo primero y no hablando de lo segundo. Sin embargo, la constitución de una religión de tipo sacerdotal con el apoyo del emperador Constantino hizo que la Iglesia fuera acumulando cada vez más intereses económicos y políticos, el llamado poder temporal, que se identificó con el espiritual a través del llamado Cesaropapismo. Subsistía, sin embargo, el mensaje primitivo de Jesucristo, apoyado por interpretaciones legitimistas como la de San Francisco de Asís o tomadas como heréticas (las de Prisciliano, los Albigenses, John Wycliff, Jan Hus y otros), hasta que un lento proceso de secularización en Europa, fundado en esos precedentes y acelerado con el Humanismo del Renacimiento y de la Reforma, fue separando cada vez más a la Iglesia del Estado, incluso ya en la Edad Media con la querella de las Investiduras que enfrentó a papas y reyes cristianos entre 1073 y 1122 y cuando los gibelinos tomaron posición contra la asunción de un poder excesivo por parte del Papa y su intromisión en los asuntos políticos y económicos. Los clericales reaccionaron valiéndose, para mantener el control ideológico de Europa, del Index librorum prohibitorum o Índice de libros prohibidos y de una institución represora con potestad de condenar a muerte, la Inquisición, en un principio creada para combatir la herejía albigense o cátara en 1229 y que reaccionaba contra el sentido crítico interno de la propia Iglesia católica hacia una religiosidad demasiado exterior, ritual y apegada a los bienes temporales. En 1231 la nueva institución tenía ya ropaje jurídico, que fue sancionado por el papa Gregorio IX en febrero de ese mismo año.
San Antonio de Padua predicó públicamente que mientras Cristo había dicho "apacienta mis ovejas", los obispos de su época se dedicaban a ordeñarlas o trasquilarlas, y San Bernardo escribió que el Papa no parecía sucesor de San Pedro, sino de Constantino.[cita requerida] Sin embargo, el anticlericalismo europeo -tal y como se conoce actualmente- se desarrolló sobre todo a partir del siglo XVI con las obras de los humanistas y en particular con la de Erasmo de Róterdam, quien era, además, hijo de un cura. "Si todos no nos hemos confesado brujas, es únicamente porque no todos hemos sido torturados. Vivimos en tiempos tan difíciles que es peligroso hablar, pero también guardar silencio", escribió el humanista Juan Luis Vives. Fue Maquiavelo quien postuló por primera vez que la Política era una realidad ajena de toda Moral, separando claramente Estado e Iglesia. Los eclesiásticos se apegaron al principio de cuius regio, eius religio, es decir, la obligación del ciudadano de practicar la religión de su rey, para terminar con las terribles guerras de religión entre príncipes luteranos y católicos. Ahí se pusieron los cimientos de lo que se conoce como la "religión de Estado". 

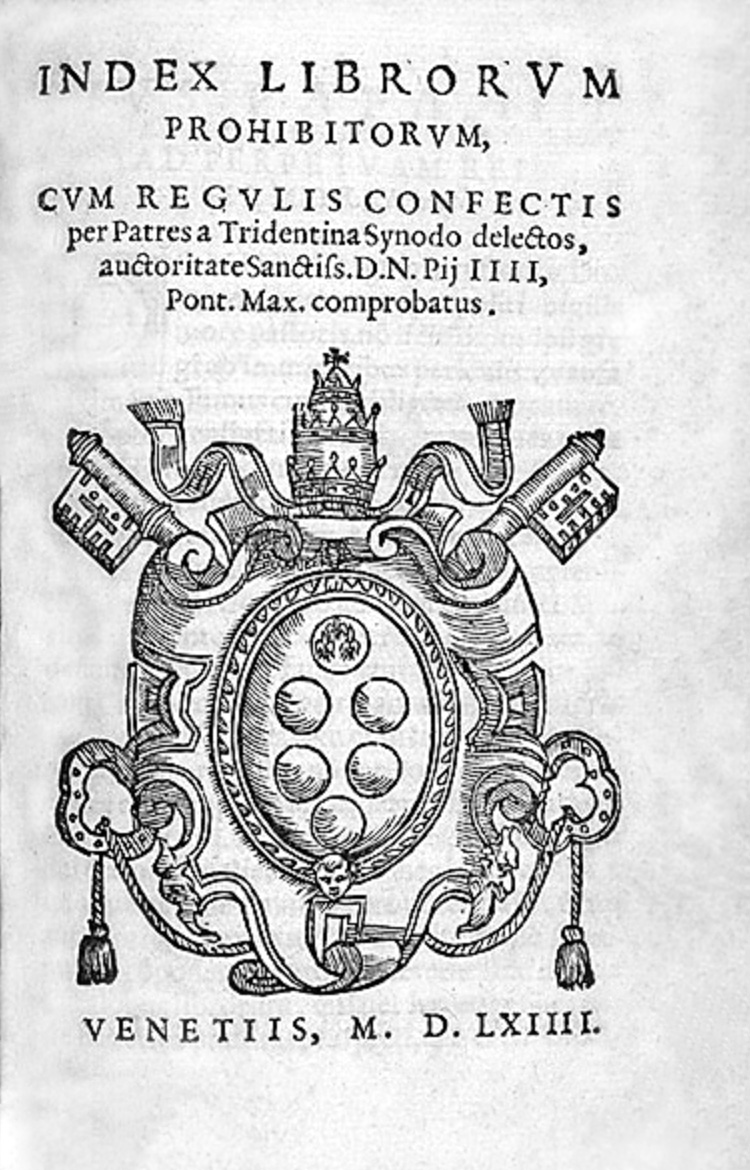
El Index Librorum Prohibitorum, arma de la Iglesia católica para reprimir, prohibir y ocultar el pensamiento anticlerical.

Al fin, la Paz de Westfalia en 1648 terminó con más de un siglo de guerras más o menos inspiradas por la religión y supuso el fin del poder político temporal del papa o cesaropapismo y la instauración de cierta tolerancia religiosa al consagrar el principio de soberanía nacional, aunque fue durante la Ilustración del siglo XVIII cuando el laicismo empezó realmente a echar raíces y cuando los economistas fisiócratas y liberales empezaron a advertir los males económicos que provocaba la acumulación de riqueza por parte del clero y los beneficios que reportaba el regalismo. Bernard Mandeville advirtió las beneficiosas consecuencias económicas, sociales y colectivas que brindaba la práctica del egoísmo individual, cuando los filósofos, como John Toland, Diderot y sobre todo Voltaire, se mostraban muy críticos frente al poder de la Iglesia católica y de los sacerdotes, siendo una de las más claras consecuencias de este movimiento la expulsión de los jesuitas en países como Portugal, España y Francia entre otros,[cita requerida] y su disolución en 1773 por el papa Clemente XIV, con consecuencias desastrosas en las colonias de España.[cita requerida] El celibato católico, la existencia de una Inquisición intolerante hasta la pena de muerte (posteriormente bastante exagerada por la leyenda negra) y de un Índice de libros prohibidos que restringía la libertad del pensamiento (algo presente en todas las monarquías europeas), la conducta represora de la Iglesia con el sexo femenino y el hecho de que no existiera una educación laica, de lo que la Iglesia se aprovechaba para reservarse los mejores talentos, todo fue visto como una rémora para el progreso y la Ilustración del pueblo. Por otra parte, y desde un punto de vista económico, la Iglesia católica detentaba, como heredera de los bienes "de manos muertas", una inmensa cantidad de tierras que no se ocupaba en hacer cultivar, paralizando la economía; a ello se iba oponiendo la naciente burguesía partidaria de una desamortización de tales bienes.
Por esto el anticlericalismo se incrementó durante la Revolución francesa; la Iglesia católica se resistió y opuso a la Declaración de los derechos del hombre al menos hasta 1941. El movimiento anticlericalista tomó un carácter brutal y sanguinario y ya abiertamente anticristiano, sobre todo a partir del 2 de septiembre de 1792, durante las llamadas Masacres de septiembre, cuando fue asesinado alrededor de un centenar de curas. Stanislas-Marie Maillard, héroe de la Bastilla, mató a 3 obispos, 120 curas y 50 religiosos. Los momentos más anticristianos coincidieron con el Terror de Robespierre, aunque después Napoleón optó por llegar a un acuerdo o concordato; "Cada cura me ahorra diez policías", se cuenta que dijo. 
El anticlericalismo se hizo más pragmático durante las sucesivas revoluciones burguesas (1820, 1830, 1848) y continuó con la irrupción del Marxismo y del Comunismo.  En todos los casos, la defensa por parte de la Iglesia de los modelos absolutistas y de las acciones represivas contra los movimientos obreros, así como de la tradición de estar del lado del poder político o económico, fueron causa para que el anticlericalismo se invistiera de contenido social. Las manifestaciones anticlericales condenaron de forma tajante la participación de la Iglesia en cualquier ámbito público, especialmente en la educación. La obra de Jules Michelet Le Prêtre, la femme et la famille fue una de las más anticlericales e influyentes del siglo XIX, y conoció dieciocho ediciones en diversos lugares de Europa entre 1848 y 1918. El anticlericalismo se reforzó con el apoyo de los científicos, quienes veían favorecidas las supersticiones y discutido, cuando no negado, el Evolucionismo de Charles Darwin y el Heliocentrismo de Copérnico y Galileo. 
En Francia hasta 1905, cuando merced al impulso anticlerical de la Tercera República y de los principios auspiciados por Émile Combes se disuelven varias órdenes religiosas y se cierran centros educativos católicos, esta confesión junto al judaísmo y el protestantismo era enseñada en todos los centros educativos públicos. La defensa por parte de la jerarquía católica de la vuelta a la monarquía, así como su participación en movimientos contrarrevolucionarios y antisemitas, provocaron una reacción intelectual que abogaba por la separación entre la Iglesia y el Estado. Hay quien sostiene este como un movimiento anticlerical, aunque refleja formas más próximas al laicismo. Por otra parte, la Iglesia mantuvo una postura parcialmente crítica ante el capitalismo (Rerum novarum, Laborem exercens, Centesimus annus), ambigua y luego crítica con el fascismo y el nacionalsocialismo (Non abbiamo bisogno, Mit brennender Sorge), pero abiertamente detractora, crítica y combativa contra el socialismo y el comunismo aun incluso en su propio seno (Quanta cura, Divini Redemptoris, Quadragesimo anno).
En la Masonería, una parte de los masones no solamente profesan el laicismo, sino también el anticlericalismo, oponiéndose filosófica, doctrinal y políticamente al cristianismo, por ejemplo, los Illuminati de Adam Weishaupt.
En España los movimientos anticlericales surgen con más fuerza en el segundo tercio del siglo XIX, aunque ya con anterioridad en el periodo de la Ilustración hubo tensiones graves entre el poder político y el religioso. En diversas ocasiones fueron expulsados los jesuitas, aunque no sería hasta la Segunda República cuando se pondría de manifiesto el anticlericalismo en sus formas más violentas como consecuencia del apoyo que prestaba la Iglesia a los movimientos reaccionarios y a la sublevación militar del 17 de julio de 1936 que dio origen a la Guerra Civil.
En otros países europeos como Portugal y americanos como México, hubo fuertes movimientos anticlericales. En la actualidad, la manifestación más moderada, integradora y democrática de anticlericalismo parte de los principios del llamado Humanismo secular.

## Anticlericalismo en Europa

### El anticlericalismo en España

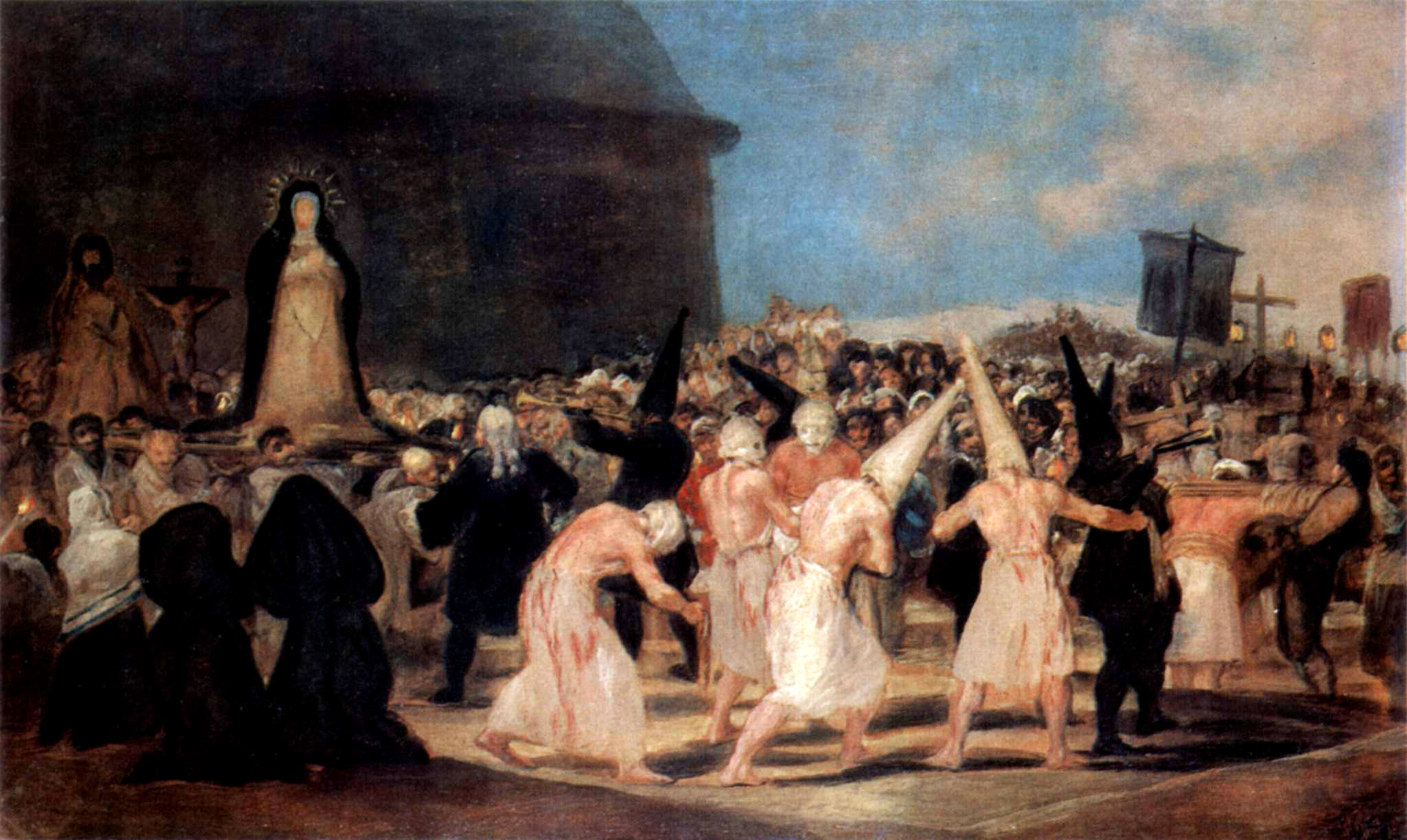
Procesión de disciplinantes, de Francisco de Goya. Este pintor criticó acerbamente las costumbres eclesiásticas.

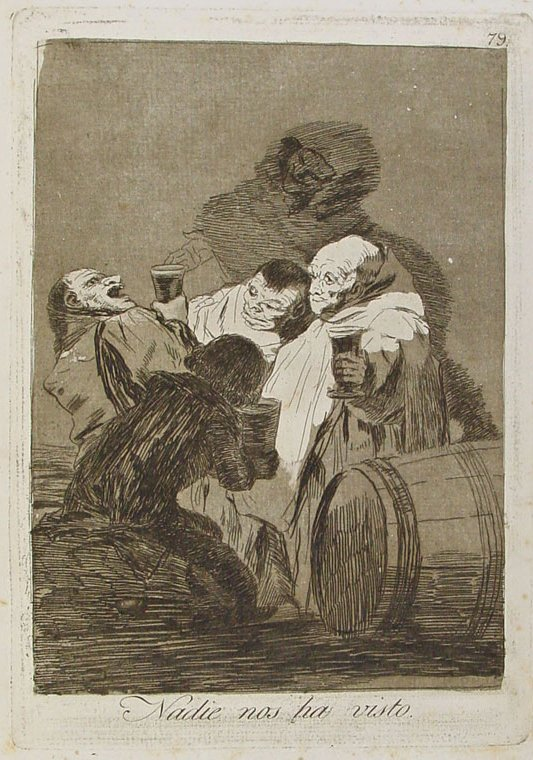
Nadie nos ha visto, uno de los grabados realizados por Francisco de Goya para la serie Los Caprichos (1799). La obra tiene claras connotaciones anticlericales, mostrando a un grupo de religiosos bebiendo vino a escondidas.

Antes de infligir sus propias persecuciones a heterodoxos y clérigos judíos, moriscos, protestantes e indígenas por medio de la Inquisición, el clero católico padeció diez persecuciones durante el Imperio romano, que serían evocadas luego a partir del siglo XVIII cuando los avances del laicismo empezaron a descristianizar Europa. 
Aunque en la Edad Media española pueden contemplarse ocasionalmente brotes de crítica anticlerical tan tempranos como en el siglo XI (la Garcineida, por ejemplo) y otros posteriores relacionados con el Goliardismo, como en el caso de la obra de Juan Ruiz, por parte del bajo clero contra el alto o contra las posturas integristas de Roma, o en otro tipo de obras de sesgo satírico y crítico no necesariamente escritas por cristianos, las primeras obras íntegramente anticlericales se encuentran en el Renacimiento como derivaciones del Humanismo en versión de Erasmo de Róterdam: El diálogo de Mercurio y Carón de Alfonso de Valdés o los dos lazarillos, el Lazarillo de Tormes anónimo y el barroco compuesto por el protestante Juan de Luna. Pese a la represión ejercida por el Santo Oficio, es posible encontrar anticlericalismo soterrado en el Refranero popular, en piezas teatrales como El diablo predicador de Luis Belmonte Bermúdez, a veces prohibido, y ciertamente en la obra perdida del paremiólogo frey Miguel Cejudo, que se ignora si se perdió por la censura o porque no pudo sencillamente escribirse de lo nefanda que era o el peligro que daría estamparla, como este mismo autor escribió en su epitafio:
Yace aquí el doctor Cejudo / que de lo que frailes son / dijo todo el mal que pudo; / y, aunque en esto anduvo agudo / y no cometió pecado / al Infierno condenado / está a un trabajo prolijo, / no por lo que de ellos dijo, / sino por lo que ha callado.

#### El anticlericalismo contemporáneo
Durante el siglo XVIII, aún activa la Inquisición, algo de anticlericalismo hay en la Historia del famoso predicador fray Gerundio de Campazas, alias zotes del padre José Francisco de Isla, prohibida por esta; es expulsada la Compañía de Jesús por Carlos III y el futuro afrancesado Luis Gutiérrez compone la famosa y también prohibida novela anticlerical Cornelia Bororquia. Francisco de Goya se muestra anticlerical en sus grabados y el futuro afrancesado Pablo de Jérica ataca al clero ocioso:

Aquí fray Diego reposa
en su vida no hizo otra cosa.

Durante el Trienio Liberal se estrenan algunas obras anticlericales traducidas del francés u originales, como La Inquisición por dentro o el día 8 de marzo de 1820, de Francisco Verdejo Páez, y se vuelve a publicar el Diccionario crítico-burlesco de Bartolomé José Gallardo. Pero el primer hecho verdaderamente anticlerical es el asesinato del cura de Tamajón Matías Vinuesa, capellán de honor del rey, quien fue descubierto en una conspiración absolutista en Madrid; fue juzgado y condenado a diez años de presidio cuando la gente esperaba que fuera sentenciado a la pena de horca y una multitud, sin duda dirigida, asaltó la cárcel y lo asesinó a martillazos el 4 de mayo de 1821. Por otra parte las partidas absolutistas y anticonstitucionales acaudilladas por sacerdotes o frailes proliferaban por toda España formando una guerra civil no declarada: los curas Jerónimo Merino y Salazar, por ejemplo, pero también El Trapense, que actuó en Cataluña y tomó la Seo de Urgel el 21 de junio de 1822 proclamando la Regencia con un crucifijo en la mano y sable y pistolas a la cintura; recorría Cataluña sembrándola de cadáveres, como ocurrió en Cervera, a la que prendió fuego por dos ángulos opuestos y vengó a los capuchinos que los liberales habían matado respondiendo a sus disparos desde el convento. Los liberales quemaron en Barcelona la proclama de la Regencia y asaltaron los conventos de frailes con el resultado de más de 50 muertos y lo mismo ocurrió en Valencia o en Orihuela, y la violencia iba en aumento hasta el asesinato del obispo de Vich, el fusilamiento de 25 frailes en Manresa o el asalto de campesinos incontrolados al monasterio de Poblet, profanando las tumbas y talando el bosque. 
La última ejecución por herejía en España se produjo en 1826, cuando el maestro de escuela Cayetano Ripoll fue ahorcado porque en los rezos escolares reemplazó la palabra "avemaría" por "loado sea Dios". 
En el verano de 1834 tuvo lugar una gran matanza de frailes en Madrid de 1834, en la que 73 fueron asesinados y otros 11 resultaron heridos durante la jornada del 17 de julio, cuando el cólera estaba en su máximo apogeo se corrió la voz de que la enfermedad había sido provocada por unas cigarreras a las que los jesuitas habían dado unos polvos de veneno. Se desató el frenesí asesino a las cuatro de la tarde y la multitud fue recorriendo los conventos sin que las tropas interviniesen para impedirlo. Al día siguiente regresó la calma. No se pudo demostrar que detrás del motín se hallaban los liberales más radicales, muchos de los cuales terminarían momentáneamente en la cárcel, siendo finalmente absueltos; y la motivación era su impaciencia con el Gobierno del Estatuto Real, que no colmaba sus aspiraciones, especialmente la desamortización y la recuperación de las tierras compradas durante el Trienio Liberal y retornadas por Fernando VII a sus antiguos dueños. En realidad la epidemia la trajo el Ejército isabelino, que venía de la frontera portuguesa. 
Los motines que hubo en 1835 tenían un objetivo bien claro: los frailes y sus posesiones, no el clero y, menos aún, la religión. Otra cosa es la narración que de esos hechos hicieron los clérigos. Muy pronto la Iglesia reconocería de hecho la situación con la firma del Concordato de 1851. Antonio Gil y Zárate estrena su Carlos II el Hechizado, donde el personaje de su confesor es indudable e inequívocamente perverso y malvado. Las primeras desamortizaciones destruyen considerablemente el patrimonio arquitectónico y dispersan parte del patrimonio cultural. Algunas revueltas populares supersticiosas empiezan a sacrificar a religiosos regulares y seculares.
Sin embargo, es la revolución de 1868 la que provoca al fin la abierta disidencia de algunos católicos liberales que se muestran furiosamente anticatólicos y aun anticlericales. Entre muchos otros, destacan José García de Mora, José Hernández Ardieta, Fernando de Castro, Francisco José Barnés y Tomás, Francisco Giner de los Ríos, Francisco Miras Navarro, Federico de Castro, José Nicolás de Azara, Pedro Sala y Villaret, Manuel Sales y Ferré, Fernando Garrido y Roque Barcia. Aparecen escritores anticlericales como Braulio Foz, Eduardo López Bago y, al menos en sus comienzos, Benito Pérez Galdós (Doña Perfecta, Gloria), Leopoldo Alas, "Clarín" y Luis Bonafoux (Clericanallas, París: Librería P. Ollendorff, 1909). Algunos anticlericales son eclesiásticos, como el exescolapio Bartolomé Gabarró y Borrás, que renunció a los hábitos y participó en las campañas anticlericales publicando dos periódicos en Barcelona, La Tronada y El 1º de Mayo, de tendencia anarquista.

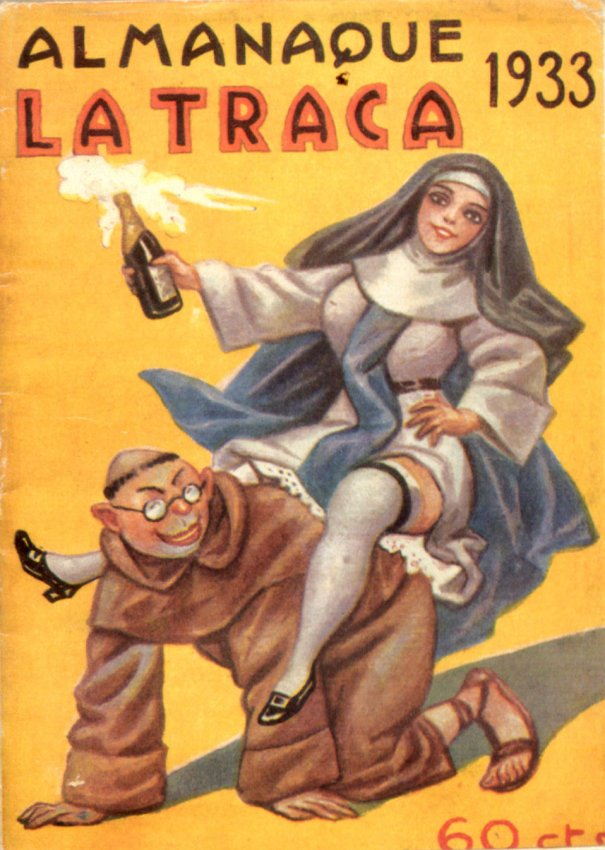
Portada anticlerical del almanaque de la revista La Traca, publicado en Valencia en 1933.

Se editan en el último tercio de siglo los primeros periódicos anticlericales; El Motín, dirigido por el escritor José Nakens, y Las Dominicales del Libre Pensamiento, por Ramón Chíes y Fernando Lozano Montes llevan la batuta, que atienden otros periódicos republicanos como El Radical, El País y Heraldo de Madrid. En esta prensa colaboran escritores independientes y anticlericales como el cura José Ferrándiz, Antonio Rodríguez García Vao, Rosario de Acuña o el jesuita catalán Segismundo Pey Ordeix. El socialista utópico Fernando Garrido publica ¡Pobres jesuitas! contra la Compañía de Jesús. Un gran movimiento filosófico, espiritual y pedagógico, el Krausismo, se instala en España y, con él, un laicismo fundamental que propugna el anticlericalismo a través de organismos como la Institución Libre de Enseñanza. Francisco Ferrer Guardia crea, por su parte, una escuela laica, que llamó Escuela Moderna. Se queman conventos en 1902, 1909, 1931 y 1934, por no hablar de la Guerra Civil, culminación de esa escalada. 
El acontecimiento anticlerical que destaca en el periodo fue la Semana Trágica de Barcelona, en 1909. El descontento popular por la leva de reservistas para la guerra en Marruecos auspició la destrucción de unos 80 edificios religiosos, en la que participaron los radicales de Alejandro Lerroux, que dirigieron hacia allí su acción; sin embargo se sintonizaba con el anticlericalismo popular, cada vez más alejado de la Iglesia. El comunista Augusto Vivero dirigió la revista atea y anticlerical Sin Dios, inspirada en el diario Bezbozhnik de la Unión Soviética, y fue editorialista del semanario anticlerical Fray Lazo (1930-1932), junto con una prestigiosa nómina de colaboradores; además escribió y editó veinticuatro folletos de un anticlericalismo y ateísmo francamente violento contra la Iglesia católica, la llamada Biblioteca de los Sin Dios, de los cuales cuatro fueron denunciados.
En la Revolución de octubre de 1934 el clero fue ya un objetivo decidido de los revolucionarios. La estadística oficial que elaboró la Dirección General de Seguridad da la cifra de 37 eclesiásticos muertos o asesinados y 58 iglesias destruidas; en Moreda de Aller, los sindicatos católicos se enfrentaron a tiros con los revolucionarios.
En el siglo XX escriben anticlericales como Pío Baroja (en su novela Camino de Perfección y otras obras) y Vicente Blasco Ibáñez (cuya novela La araña negra ataca a los jesuitas). Ramón Pérez de Ayala escribe su novela antijesuita A.M.D.G. y Joaquín Belda Los nietos de San Ignacio. El que será presidente de la Segunda República Manuel Azaña escribe El jardín de los frailes y traduce La Biblia en España de George Borrow. Inversamente, el jesuita Pablo Ladrón de Guevara ataca sin piedad a todos estos autores y a bastantes más europeos y americanos en su Novelistas buenos y malos (1910, con ediciones ampliadas posteriores), en lo que es ayudado por el franciscano fray Amado de Cristo Burguera y Serrano y sus Lecturas morales y lecturas útiles y Representaciones escénicas malas, peligrosas y honestas (1911) y al cabo por el también jesuita Ángel Garmendia de Otaola (Lecturas buenas y malas a la luz del dogma y la moral, Bilbao, 1949).
Se incendian casi todas las iglesias de Málaga y otros lugares ante la indiferencia del Gobierno poco antes de estallar la Guerra Civil; el bando nacional persuadirá a la iglesia para que la denomine Cruzada. La Iglesia española, sin embargo, estaba dividida, y, por ejemplo, apoyó a la República en el País Vasco. El caso es que 6.832 sacerdotes o religiosos, incluyendo a 296 monjas, fueron asesinados según los cálculos de Antonio Montero Moreno, considerados por Paul Preston los más fiables, lo que en el caso de los sacerdotes —4.184 asesinados— equivale al 30 % de su número total. También el patrimonio artístico (arquitectura, escultura, pintura...) y cultural -archivos parroquiales y bibliotecas- sufrió una importante destrucción. 
Con la victoria del bando nacional, sin embargo, vino la Ley de Principios del Movimiento Nacional, vigente hasta 1976, que decía en su artículo dos:

La nación española considera como timbre de honor el acatamiento de la ley de Dios, según la doctrina de la Iglesia católica, apostólica y romana, única verdadera y fe inseparable de la conciencia nacional, que inspirará su legislación.

### El anticlericalismo en Francia
En la Edad Media y en la Edad Moderna, hubo conflictos entre la Iglesia y el Estado, como el que enfrentó a Felipe IV el Hermoso y Bonifacio VIII, provocados por la voluntad de la Monarquía de subordinar el clero al Estado. Asimismo la crítica a los clérigos atraviesa toda la literatura francesa (Rutebeuf, Béranger, Rabelais, La Fontaine) con “sus frailes y canónigos rubicundos, licenciosos, codiciosos, muy alejados, en definitiva, del ejemplo evangélico que se suponía debían seguir”.
Pero a partir de la difusión de la Ilustración, con Voltaire a la cabeza, ya no sólo se trataba de someter al clero a la autoridad del Estado, sino de garantizar la neutralidad de este en cualquier materia religiosa y de conseguir que la Iglesia permaneciera al margen de todo lo concerniente al ámbito público.

#### La Revolución y laRestauración

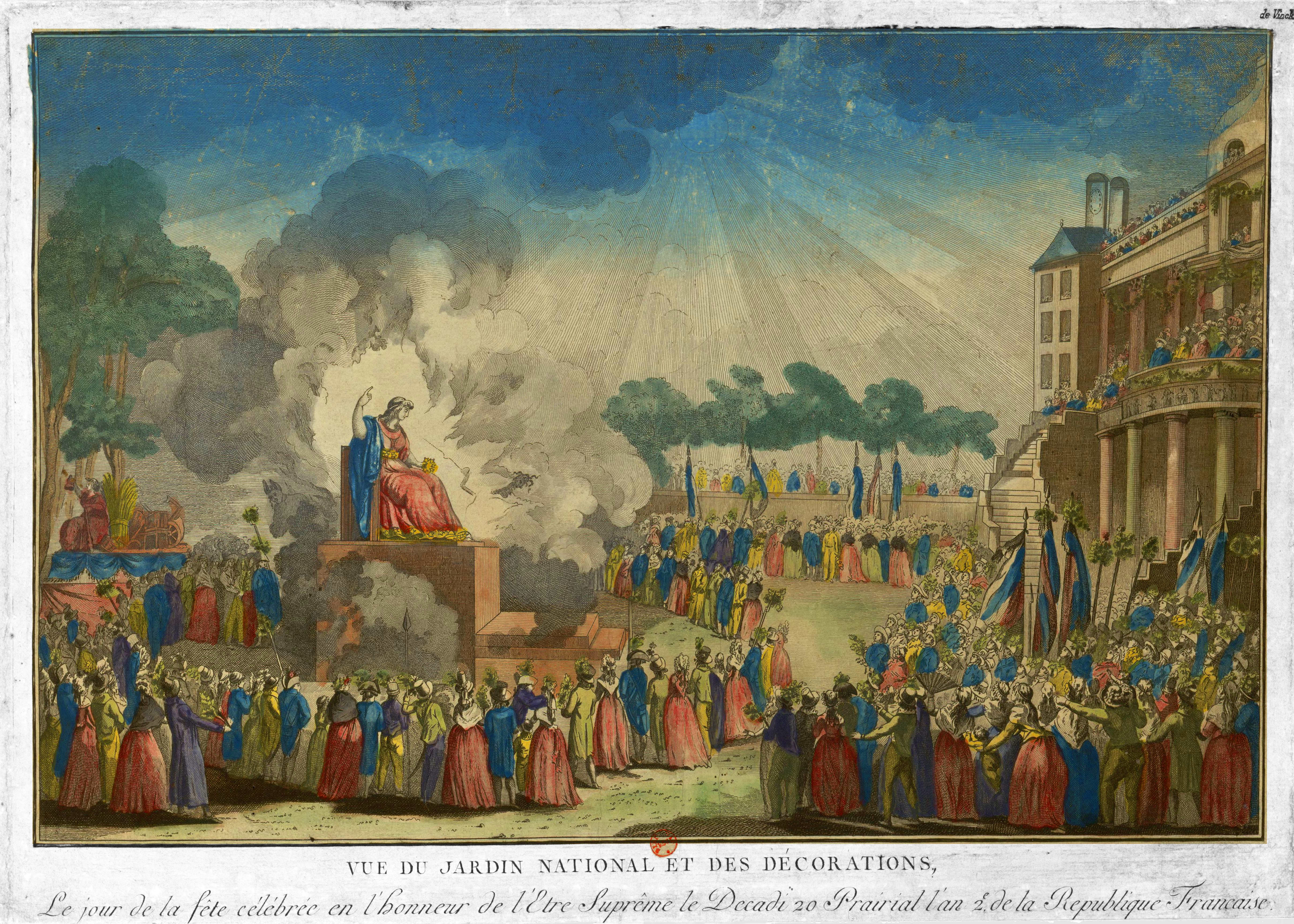
Fiesta del Ser Supremo, 1794. Museo Carnavalet, París.

Durante la Revolución Francesa, se reconoce la libertad de conciencia, se suprimen los privilegios del clero, incluido el diezmo, y se declaran “bienes nacionales” las propiedades de las órdenes religiosas (cuyos votos son suprimidos) que son vendidas para hacer frente al déficit de la Hacienda. El conflicto con la Iglesia católica comienza sobre todo con la aprobación por la Asamblea Nacional Constituyente de la Constitución Civil del Clero, sancionada por el rey Luis XVI el 24 de agosto de 1790, que convierte a los sacerdotes en “funcionarios públicos” (ya que cobrarán directamente del Estado al carecer ya de cualquier tipo de ingresos), nombrados no por el Papa, sino por las asambleas de ciudadanos activos, y a los que se exige el juramento de fidelidad a "la Nación, a la Ley y al Rey”. La casi totalidad de los obispos (la mayoría de los cuales abandona Francia) y la mayoría del clero secular, único reconocido, se niegan a prestarlo, especialmente tras la condena del Papa Pío VI a principios de 1791 de toda la obra revolucionaria, y se convierten así en “refractarios”, siendo considerados a partir de entonces como “contrarrevolucionarios”. A los pocos que prestan el juramento se les llama “constitucionales”.
Con la caída de la Monarquía y el advenimiento de la República (agosto-septiembre de 1792) comenzó uno de los episodios más violentos de anticlericalismo en la Europa moderna. Las nuevas autoridades revolucionarias suprimieron la Iglesia; destruyeron y profanaron conventos y monasterios; se exiliaron 30 000 sacerdotes y se mató a cientos más. Como parte de una campaña para descristianizar Francia, el calendario cristiano fue prohibido en octubre de 1793, siendo reemplazado por el calendario republicano que se iniciaba a partir de la fecha de la proclamación de la República (el 22 de septiembre de 1792). A continuación, comenzó el ateo Culto a la Razón, y todas las iglesias no consagradas a ese culto fueron cerradas. En 1794, el culto ateo fue sustituido por el deísta Culto al Ser Supremo, promovido por el jacobino Robespierre. Cuando el anticlericalismo se convirtió en un objetivo claro de los revolucionarios franceses, los contrarrevolucionarios, intentando restaurar la tradición y el Antiguo Régimen, se levantaron en armas, especialmente en la guerra de la Vendée (1793-1796). “El trauma social, cultural y espiritual de esta persecución religiosa será profundo y duradero, y explica la virulencia de los “clericales” del siglo XIX”.
Cuando el Papa Pío VI tomó partido en contra de la revolución en la Primera Coalición (1792-1797), Napoleón Bonaparte invadió Italia (1796). Las tropas francesas hicieron prisionero al Papa en 1797, que murió al cabo de seis semanas de cautiverio. Después de un cambio de parecer, Napoleón restableció la Iglesia católica en Francia con la firma del Concordato de 1801. Muchas políticas anticlericales continuaron. Cuando los ejércitos napoleónicos entraban en un territorio, los monasterios eran a menudo saqueados y la propiedad de la Iglesia secularizada. 
Al final del reinado de Luis XVIII y sobre todo durante el gobierno de Carlos X se produce un “viraje clerical” que pretende instaurar en Francia un orden político asentado en bases religiosas. “Todo el gobierno de Carlos X obedece a un proyecto contrarrevolucionario en la simbología -el monarca acude a Reims, donde se le consagra rey a la vieja usanza- como en la política diaria favoreciendo a los emigrés y los partidarios de la reacción. La condesa de Boignes habla de «despotismo clerical”. A partir de entonces “resulta una evidencia que la oposición anticlericalismo versus clericalismo es una de las facetas de la lucha entre la revolución y sus principios y sus oponentes”. El libro clásico de René Rémond, L’Anticléricalisme en France de 1815 á nos jours, comienza precisamente por analizar el período de la Restauración.

#### LaMonarquía de Julioy elII Imperio

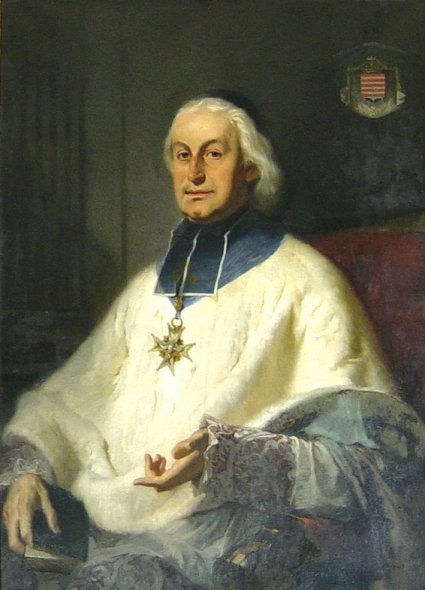
Hyacinthe-Louis de Quélen, arzobispo de París. Durante la Revolución de 1830 tuvo que abandonar el palacio episcopal ante el acoso anticlerical.

Durante la revolución de 1830, en reacción a los excesos de los ultrarrealistas del “parti prêtre” (el partido clerical) del final de la Restauración, los rebeldes saquearon el arzobispado de París, Notre Dame y varias casas de las congregaciones religiosas. El arzobispo de París, Monseñor de Quélen - de hecho estrechamente relacionado con Carlos X - tuvo que huir y pasar a la clandestinidad algún tiempo. Fuera de París, se ataca a los sacerdotes y a los actos religiosos. "Las procesiones, informa el duque de Brogile en sus memorias, eran perseguidas a pedradas, las cruces arrastradas por el fango; no era demasiado bueno para un obispo salir de su catedral". Folletos difamatorios circulan contra el clero católico, mientras que los teatros de París representan obras violentamente anticlericales, que ponen en escena sacerdotes deshonestos, criminales o despiadados. El ministro del Interior, François Guizot, él mismo protestante de Nimes, ordena a los prefectos reprimir estos abusos: "La libertad religiosa debe ser completa y su primera condición es que ninguna religión sea insultada". Pero con el Ministerio de Laffitte, el laissez-faire se convirtió en la consigna de un gobierno que, por encima de todo, no quiere perder sus bases de apoyo revolucionarias.  
Tras el fracaso de la revolución de 1848 y la instauración del II Imperio de Napoleón III se produce un auge del catolicismo ultramontano, en consonancia con la lucha que enfrenta al nuevo Reino de Italia con el Papa Pío IX, que a través del Syllabus (1864) condena el liberalismo y la modernidad. Durante el II Imperio, la Iglesia católica goza de un trato preferencial por parte del Estado francés (formalmente, junto con las religiones minoritarias judía, luterana y calvinista, pero en la práctica con mucha más influencia que aquellas). Las escuelas públicas empleaban religiososos y monjas como profesores, y la religión se enseñaba en las escuelas (los maestros fueron también obligados a llevar a sus clases a Misa). En 1875 se estima que hay un sacerdote por 639 habitantes –es decir, 55.369 seculares-; del mismo modo, las congregaciones cuentan con 158.000 religiosos, de los cuales 31.000 son hombres y 127.000 mujeres; el presupuesto de la Iglesia ronda el 2 por ciento del presupuesto general del Estado. “La nueva religiosidad, con las procesiones y el desarrollo de las peregrinaciones marianas, son otras manifestaciones de la vitalidad recuperada del catolicismo francés. Este ‘activismo’ provoca, en reacción, el anticlericalismo, sobre todo porque los republicanos se hacen cada vez más sensibles al auge católico”.
Es por esta época cuando aparecen los sustantivos clericalismo (hacia 1855) y anticlericalismo (hacia 1870), aunque los adjetivos “clerical” y “anticlerical” son anteriores; el primero aparece hacia 1815 y el segundo hacia 1865.

#### La Tercera República
Tras la caída del II Imperio y la derrota de la Comuna de París, se instaura en Francia un gobierno “clerical” de los legitimistas que soñaban con el retorno de la Monarquía y del tradicionalismo, al que se oponen los republicanos encabezados entre otros por Léon Gambetta, que el 4 de mayo de 1877 pronuncia en la Cámara de Diputados un discurso contra “ese espíritu de invasión y de corrupción” que a sus ojos es el clericalismo, y acaba con una frase que se hará célebre: «le cléricalisme, voilà l'ennemi!» (“El clericalismo, éste es el enemigo”). Tres días después, Emile de Girardin afirmaba: «[La votación del 4 de mayo] ha dividido la Cámara de diputados en dos campos: en uno, todos los enemigos de la forma electiva y de la libertad religiosa; en el otro, todos los enemigos de la herencia dinástica y del clericalismo». A partir de entonces se pone en marcha una decidida política anticlerical inspirada en el ideal de la “laïcité” y que culminará con la aprobación en 1905 de la Ley de Separación de la Iglesia y del Estado. 

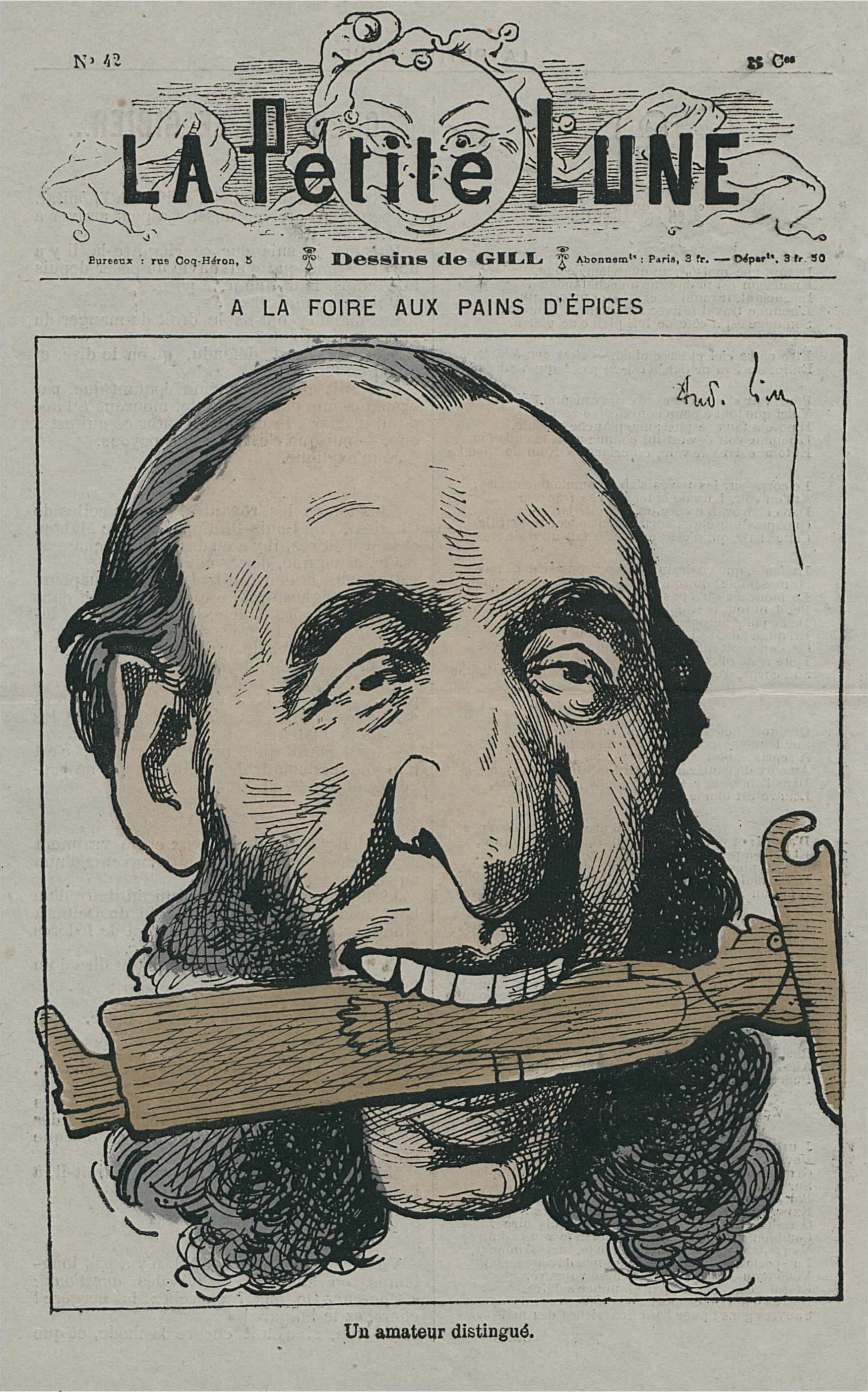
Caricatura de La Petite Lune de 1878: Jules Ferry comiéndose un sacerdote.

La Iglesia católica la interpretará como una política de “persecución religiosa”. En 1902 el obispo de Marsella afirmaba: 

«Se repetía y se hacía repetir: ¡el clericalismo, éste es el enemigo! La fórmula es un poco vaga, pero hemos aprendido a interpretarla y sabemos todo lo que esconde de hostilidad hacia Dios, hacia Jesucristo, hacia la Iglesia, hacia las congregaciones religiosas, hacia las familias cristianas, hacia las escuelas católicas y hacia la libertad de conciencia formalmente prometida en la Carta (sic) del 89 y en las constituciones dictadas después»

Esta acusación de “persecución religiosa” fue respondida por Eugène Pelletan: 

«siempre que se os retira el derecho de perseguir, clamáis contra la persecución. Se abole la Inquisición, se os persigue; se libera la conciencia, se os persigue; se decreta el matrimonio civil, se os persigue»

Por su parte, Aristide Briand, uno de los promotores de la Ley de 1905, afirmaba ante la Cámara el 9 de noviembre de 1906:

«El Estado laico, para garantizar su seguridad y su predominio, es por fuerza anticlerical. Le pertenece, en efecto, oponerse a que la Iglesia, saliéndose de su ámbito religioso e interviniendo en el terreno político, ponga en peligro el predominio del Estado. Pero si la Iglesia permanece en su sitio, si los fieles se contentan con manifestar, bajo la forma del culto, sus sentimientos religiosos, el Estado está obligado a detenerse ante ese ámbito sagrado. [...] Si quiere penetrar en él, con la ley en la mano, para obstaculizar las prácticas de la fe, se convertiría en un tirano insoportable».

En 1881-1882 el gobierno de Jules Ferry aprobó las leyes educativas que llevan su nombre, que establecían la enseñanza gratuita (1881) y obligatoria y la educación laica (1882), sentando las bases de la educación pública francesa. Estas leyes fueron completadas con la de 30 de octubre de 1886, llamada Ley Goblet, que hacía obligatoria la laicización del personal docente en las escuelas primarias públicas, por lo que los maestros que fueran religiosos tenían que dejar su puesto en un plazo de cinco años, aunque para las maestras religiosas no se fijaba ninguno, y en 1914 todavía había escuelas en manos de monjas. 
Esta separación de la Iglesia y el Estado en el ámbito escolar se extendió a otros, como el funerario (la ley de 1881 secularizó los cementerios; otra de 1887 puso fin a las restricciones a los funerales civiles y permitió la cremación de los cadáveres); el hospitalario (los hospitales fueron laicizados, expulsando a los capellanes y sustituyendo progresivamente a las monjas por enfermeras diplomadas, aunque este proceso fue muy lento; las salas perdieron sus nombres católicos y recibieron otros que recordaban a grandes inventores o médicos). También se tomaron medidas para laicizar el espacio público: los crucifijos fueron retirados de las paredes de hospitales, escuelas y tribunales; se restringió la salida de procesiones fuera de los lugares consagrados al culto y el porte de la sotana por la calle. Le siguieron otras leyes dirigidas a afianzar la preeminencia absoluta del Estado y la libertad de conciencia de todos los ciudadanos: como la de 1883 que prohíbe rendir los honores militares dentro de un edificio religioso; la de 1884 que no reconoce otro matrimonio que el civil y regula el divorcio; la de 1889, que obliga a los miembros del clero a cumplir con su deber militar.

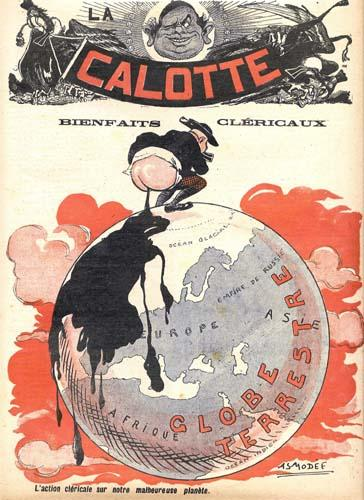
«L'action cléricale sur notre malheureuse planète», ilustración del periódico La Calotte (Asmodée, 1908).

Al mismo tiempo que se ponían en marcha estas medidas, se desató una campaña anticlerical a través de los periódicos republicanos y librepensadores y de folletos y libros. En uno de ellos se decía: “el desenfreno, la holgazanería, la intolerancia, la glotonería, la rapacidad frailuna son otros tantos portillos que nos abren la ciudadela clerical”. En la estela de Eugenio Sue aparecieron muchos otros novelistas, como Marie-Louise Gagneur  (Le crime de l’abbé Maufrac, La Croisade noire, Un chevalier de sacristie), Hector France, Jules Boulabert (Les ratichons). Autores más prestigios también mostraron clérigos antipáticos e incluso repulsivos, como Émile Zola, en La Terre o en La Faute de l’abbée Mourret. Y dentro de esta oleada hubo igualmente numerosas muestras de anticlericalismo antirreligioso, que no encontró muchas trabas debido a que la Ley de 29 de julio de 1881 hizo desaparecer de la lista de delitos los de ultraje a la moral religiosa y ultraje a las religiones reconocidas por el Estado. Así, fueron objeto de sátira y de sarcasmo los dogmas del catolicismo como la Trinidad, la Encarnación o la Transubstantación; prácticas católicas como la devoción al Sagrado Corazón de Jesús o el culto a los santos (tildados unos de neuróticos, como San Francisco de Asís, y otros de histéricos, como Santa Teresa de Ávila) y el culto a las reliquias. Asimismo fueron atacadas las normas católicas, como la abstinencia de comer carne en Viernes Santo, respondida con la celebración de banquetes de carne, especialmente cordero, ese mismo día. También se publicaron parodias irreverentes y blasfemas del Antiguo y del Nuevo Testamento, como la Vie de Jésus de Léo Taxil, en la que Cristo aparece como un proxeneta que mantiene relaciones privilegiadas con “su sultana favorita”, María Magdalena. Asimismo se desarrolló un arte anticlerical, especialmente pintura.
En medio de la comnmoción y la división causada en Francia por el Affaire Dreyfus, las leyes anticlericales y laicistas se radicalizaron bajo el gobierno de Émile Combes, con la aprobación de las leyes de 1901 y 1904, que expulsaban de Francia a casi todas las congregaciones religiosas, especialmente a las que se dedicaban a la educación, por lo que entre 1902 y 1903 cerraron sus puertas en torno a 12.500 establecimientos escolares religiosos, excepto en Alsacia-Lorena, que pertenecía en ese momento a Alemania. La mayoría de estas órdenes religiosas expulsadas se instalarán en España, donde fundarán colegios religiosos. Esta política anticlerical provoca la ruptura con la Santa Sede en 1904.
En 1905 la Asamblea Nacional aprueba la Ley de Separación de la Iglesia y del Estado que abole el concordato, y a partir de ese momento la República no reconoce ningún culto. Uno de sus promotores fue la Asociación de Librepensadores de Francia, que realizó diversos actos, algunos de los cuales terminaron en altercados con católicos, causando heridos y algún muerto. La ley, sin embargo, no contentó plenamente a algunos de ellos porque hacía alguna concesión a la Iglesia, como la de que continuaría detentando el uso exclusivo de los templos.
En el llamado Affaire des Fiches en 1904-1905, se descubrió que el anticlerical ministro de la Guerra del gobierno de Émile Combes, el general Louis André, había ordenado las promociones basándose en el amplio índice sobre los funcionarios públicos elaborado por el masónico Gran Oriente de Francia, en el cual se detallaba quiénes eran católicos y quiénes asistían a misa, con el fin de evitar que ascendieran.

#### Después de 1905
El anticlericalismo republicano se suavizó después de la Gran Guerra de 1914-1918 cuando la derecha católica empezó a aceptar el laicismo. 

“La Primera Guerra Mundial consagró la «Union Sacrée» que se realizó a primeros de 1914 y la experiencia de muerte masiva favoreció un rebrote religioso y un cambio de percepción del fenómeno religioso, hecho que se fundamenta en la presencia de los clérigos en las trincheras. La canonización de Juana de Arco en 1920 fue el símbolo de ese reencuentro entre la nación francesa y la Iglesia. Sin embargo, los reflejos anticlericales de la República no se han disipado. El 18 de noviembre de 1918, el arzobispo de París organiza un Te Deum para celebrar la victoria en el conflicto con Alemania, al cual acude la esposa del presidente de la República, la señora Poincaré. Su marido considerará incompatible su posición en la República con la entrada en un templo religioso. Huelga decir que Clemenceau también se ausentó. Habrá que esperar a 1938 y la inauguración de la restauración de la catedral de Reims para ver entrar a un jefe del Estado -en ese caso el presidente Albert Lebrun- en una iglesia. Durante su mandato, el general De Gaulle, cuando asistía a una misa en calidad de presidente de la República, no comulgaba (era católico practicante) para respetar la separación de Estado y de la Iglesia. Tradición que respetaron tanto Pompidou como Giscard. Chirac, al contrario, comulga aunque esté en calidad de jefe del Estado. Estos pequeños símbolos o anécdotas son muy significativos de un ambiente o de un clima cuyo trasfondo es claramente la herencia anticlerical de la Tercera República. En 2005, la muerte del papa Juan Pablo II y la decisión de hacer ondear a media asta las banderas nacionales provocaron una nueva ola de comentarios anticlericales y se dieron casos en los que la decisión no fue aplicada. En 1996, la visita del Papa para conmemorar el 1500 aniversario del bautizo del rey Clodoveo fue ocasión también de un brote anticlerical animado por la Asociación Voltaire. Todos estos hechos nos recuerdan la pervivencia de una tradición que encarna bastante bien el periódico satírico Le canard enchainé”.

A finales del siglo XX y en la primera década del siglo XXI se volvió a abrir el debate de la laïcité a propósito de la presencia en las escuelas e institutos públicos de alumnas que llevaban el hijab o pañuelo islámico, cuyo uso fue prohibido por la ley sobre la laicidad de 2004.  
En 2005 se conmemoró el centenario de la Ley de Separación del Estado y de la Iglesia, poniéndose de manifiesto el profundo arraigo de la laïcité en la sociedad francesa, que también se había podido comprobar un año antes cuando Francia se opuso a la mención de las raíces cristianas de Europa en el preámbulo del proyecto de constitución europea (tanto el presidente derechista católico Jacques Chirac como el primer ministro socialista Lionel Jospin coincidían en este rechazo).

### El anticlericalismo en Italia
El anticlericalismo en Italia está relacionado con la reacción contra el absolutismo de los Estados Pontificios, derrocado en 1870. Durante mucho tiempo, el Papa exigió a los católicos que no participaran en la vida pública del Reino de Italia que había invadido los Estados Pontificios para completar la unificación de Italia, que llevó al Papa a declararse "prisionero" en el Vaticano. Se sabía que algunos políticos que habían jugado papeles importantes en este proceso, como Camillo Benso, eran hostiles al poder temporal y político de la Iglesia. A lo largo de la historia de la Italia liberal, las relaciones entre el gobierno italiano y la Iglesia siguieron siendo amargas y los anticlericales mantuvieron una posición destacada en los debates ideológicos y políticos de la época. Las tensiones disminuyeron entre la iglesia y el estado en la década de 1890 y principios de la de 1900 como resultado de la hostilidad mutua de ambas partes hacia el floreciente movimiento socialista, pero la hostilidad oficial entre la Santa Sede y el estado italiano fue finalmente resuelta por el dictador Benito Mussolini y el Papa Pío XI: los Pactos de Letrán se finalizaron en 1929.
Después de la Segunda Guerra Mundial, el anticlericalismo fue encarnado por los partidos comunista y socialista, en oposición al partido democristiano respaldado por el Vaticano.
La revisión de los tratados de Letrán durante la década de 1980 por parte del primer ministro socialista de Italia, Bettino Craxi, eliminó el estatus de "religión oficial" de la Iglesia católica, pero aún otorgó una serie de disposiciones a favor de la Iglesia.

### El anticlericalismo en Portugal
La caída de la Monarquía en la revolución republicana de 1910 condujo a otra ola de actividad anticlerical. La mayoría de las propiedades de la iglesia se pusieron bajo el control del Estado y no se permitió que la iglesia heredara propiedades. La revolución y la república que adoptó un enfoque "hostil" del tema de la separación de la iglesia y el estado, siguiendo la Revolución Francesa; y sirviendo de inspiración para la Constitución española de 1931 y la Constitución mexicana de 1917. Como parte de la revolución anticlerical, los obispos fueron expulsados de sus diócesis, el Estado confiscó las propiedades de los clérigos, se prohibió el uso de la sotana, se cerraron todos los seminarios menores y todos los seminarios principales, excepto cinco. Una ley del 22 de febrero de 1918 permitía sólo dos seminarios en el país, pero no les habían devuelto sus bienes. Las órdenes religiosas fueron expulsadas del país, incluidas 31 órdenes que incluían miembros en 164 casas (en 1917 se permitió que se formaran de nuevo algunas órdenes). La educación religiosa estaba prohibida tanto en la escuela primaria como en la secundaria. También se abolieron los juramentos religiosos y los impuestos eclesiásticos.

## Anticlericalismo en América
En el continente americano el anticlericalismo se desarrolló en tres etapas principales. Durante la independencia, la separación de la iglesia y estado durante las guerras civiles, y la persecución religiosa por parte de las dictaduras. En la actualidad el anticlericalismo ha aumentado especialmente en los países del cono sur.

### El anticlericalismo en Argentina
Los anticlericalistas liberales de la década de 1880 establecieron un nuevo patrón de relaciones entre la Iglesia y el Estado en el que se conservaba el estatus constitucional oficial de la Iglesia mientras el Estado asumía el control de muchas funciones que antes eran competencia de la Iglesia. Los católicos conservadores, afirmando su papel como definidores de los valores y la moral nacionales, respondieron en parte uniéndose al movimiento político-religioso de derecha conocido como el Partido Nacionalista, que formó sucesivos partidos de oposición. Esto inició un prolongado período de conflicto entre la Iglesia y el Estado que persistió hasta la década de 1940, cuando la Iglesia disfrutó de una restauración de su estado anterior bajo la presidencia del coronel Juan Domingo Perón. Perón afirmó que el peronismo era la "verdadera encarnación de la doctrina social católica".
En 1954, Argentina vio una extensa destrucción de iglesias, denuncias del clero y la confiscación de escuelas católicas cuando Perón intentó extender el control estatal sobre las instituciones nacionales. La nueva ruptura en las relaciones Iglesia-Estado se completó cuando Perón fue excomulgado. Sin embargo, en 1955, fue derrocado por un general militar que era un miembro destacado del movimiento nacionalista católico.
Al igual que en Europa, el siglo XXI ha visto el aumento del vandalismo de iglesias y la apropiación de escuelas en Argentina por parte del movimiento Indigenista Del mismo modo por parte del movimiento feminista y el colectivo LGTB. Todos los cuales cuentan con el apoyo del kirchnerismo.

### El anticlericalismo en Bolivia
En el año 2009 el presidente de Bolivia, Evo Morales, se expresó en contra de la iglesia en el Foro Social Mundial al llamarla la "principal enemiga" de su gobierno, y dijo que era necesario reemplazarla. Morales agregó: "en Bolivia aparecieron nuevos enemigos, ya no sólo la prensa de la derecha, sino grupos de la Iglesia católica, los jerarcas de la Iglesia católica que son enemigos de las transformaciones pacíficas" El 15 de abril de 2009 hubo un atentado de bomba en la casa en donde vive el cardenal Julio Terrazas, arzobispo de Santa Cruz de la Sierra.

### El anticlericalismo en Colombia
Empieza con los movimientos independentistas. En 1821 el Congreso Constituyente prohíbe los monasterios en toda la Gran Colombia. Esto supuso el desmantelamiento de templos, archivos y discotecas. Fueron legalizados en 1828 cuando el presidente Simón Bolívar se reconcilió con la Iglesia. En 1887 Colombia firmó un Concordato con la Santa Sede  con el cual la Iglesia recuperó bienes y pasó a controlar la enseñanza pública.
Durante la Primera Violencia, el gobierno liberal de Enrique Olaya (1930-34) condujo una campaña de difamación en contra del clero de Pamplona por su apoyo al conservadurismo. Además promovió la visita de misioneros protestantes. Uno de los casos más controvertidos fue el del párroco de San José de Ávila. El presbítero Guarín fue acusado sin pruebas por la prensa liberal   de predicar a favor de los conservadores por lo que fue detenido por la Policía Nacional, aunque fue rápidamente liberado por las autodefensas conservadoras. Al ser finalmente enjuiciado los acusantes no se presentaron por lo que fue dejado en libertad. En 1948, tras el asesinato de Jorge Eliécer Gaitán, quien era crítico de la iglesia, el partido Liberal perpetró actos de vandalismo contra imprentas de periódicos católicos como El Deber de Tunja y La Unión Católica de Bucaramanga.

### El anticlericalismo Cuba
Desde la época Española en la Isla ya había legislaciones anticlericales en Cuba, en paralelo a la península. Se disolvieron las órdenes religiosas. En 1841 se secularizó la Universidad de La Habana y se confiscaron los bienes de la Iglesia. Con la independencia se dio la entrada del Protestantismo proveniente de Estados Unidos.
Con la entrada del gobierno del ateo Fidel Castro en 1959, logró reducir la capacidad de trabajo de la Iglesia deportando al arzobispo y 150 sacerdotes españoles, discriminando a los católicos en la vida pública y la educación y negándose a aceptarlos como miembros del Partido Comunista. La posterior huida de 300.000 personas de la isla también ayudó a disminuir la influencia de la Iglesia. Las fiestas religiosas como la Navidad y la Pascua fueron prohibidas hasta la visita del papa Juan Pablo II en 1998.

### El anticlericalismo Ecuador
Este tema fue una de las bases de la disputa duradera entre los conservadores, que representaban principalmente los intereses de la Sierra y la iglesia, y los liberales, que representaban a los de la Costa y el anticlericalismo. Las tensiones llegaron a un punto crítico en 1875 cuando el presidente conservador Gabriel García Moreno, luego de ser elegido para su tercer mandato, fue presuntamente asesinado por masones anticlericales.

### El anticlericalismo en México

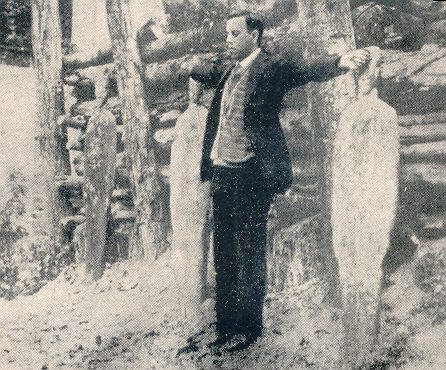
El presbítero jesuita Miguel Agustín Pro acusado de participar en actos de sabotaje y terrorismo, en el momento de ser ejecutado por el régimen anticlerical de México en 1927.

La constitución mexicana de 1824 prohibía el ejercicio de cualquier religión que no fuera la católica.
A partir de 1855, el presidente Benito Juárez promulgó decretos nacionalizando las propiedades de la Iglesia, separando la Iglesia y el Estado y suprimiendo órdenes religiosas. Las propiedades de la Iglesia fueron confiscadas y se le denegaron derechos civiles y políticos básicos a las órdenes religiosas y al clero.
Tras el triunfo de la Revolución Mexicana, se aprobó en 1917 la nueva Constitución mexicana con un mayor contenido anticlerical. El artículo 3.º promovía una educación secular en las escuelas y prohibía a la Iglesia encargarse de la educación primaria; el artículo 5.º ilegalizaba las órdenes monásticas; el artículo 24 prohibía los actos de culto público fuera de los confines de las iglesias; el artículo 27 restringía el derecho de las organizaciones religiosas a poseer propiedades; el artículo 130 desposeía a los miembros del clero de los derechos políticos más básicos. 
Durante el gobierno del presidente Plutarco Elías Calles se promulgaron unas leyes más severas, principalmente la Ley Calles, que condujeron a la guerra de los Cristeros de 1927-1929. La supresión de la Iglesia incluyó el cierre de muchos templos y el asesinato de sacerdotes. Esta persecución contra la Iglesia fue especialmente severa en Tabasco bajo el gobierno de Tomás Garrido Canabal.
Los efectos de la guerra contra la Iglesia fueron profundos. Entre 1926 y 1934 al menos 40 sacerdotes fueron asesinados. Entre 1926 y 1934, más de 3 000 sacerdotes fueron forzados al exilio o asesinados
De los 4 500 sacerdotes que ejercían en México antes de la revolución, en 1934 sólo quedaban 334 sacerdotes con permiso del gobierno para servir a una población de 15 millones de fieles. El resto había sido eliminado debido a la emigración, expulsión o asesinato. Incluso en diez estados mexicanos no quedó ni un solo sacerdote para poder ejercer su misión.

### El anticlericalismo en Venezuela
Tras los sucesos ocurridos en la Revolución de Abril y la toma del poder por parte de Antonio Guzmán Blanco, el país y sus instituciones se someten a él, excepto la Iglesia católica, la más poderosa de todas ellas y que ejercía una inmensa influencia sobre el país desde la era colonial. El entonces arzobispo de Caracas, monseñor Guevara y Lira, se negó a realizar actos eclesiásticos en honor al mandatario, lo cual disgusta sobremanera a Guzmán Blanco. Las fricciones entre el arzobispo y el gobierno de Guzmán Blanco, continuaron y a ellas se sumó el arzobispo de Mérida. Guzmán demandó a la Santa Sede la sustitución de Guevara y Lira, por un clérigo más dócil y obediente, pero esta se negó.
Ante esta actitud, Guzmán Blanco decidió cerrar seminarios, claustros y templos y transferir las cátedras religiosas a las Universidades laicas. Como mecanismo de presión para doblegar la jerarquía católica a las intenciones del Estado, la despojó de su influencia y de la mayor parte de sus bienes, pero lo único que consiguió fue la salida de monseñor Guevara y Lira al extranjero, quien se negó a renunciar a su cargo de arzobispo de Caracas, a pesar de estar fuera del país.
Entonces Guzmán Blanco estableció el Registro Civil, dejando sin efecto el registro parroquial, aún vigente en otros países para la época, el cual imponía el bautismo obligatorio en el culto católico para registrar los nacimientos y el 1 de enero de 1873 el mandatario establece el matrimonio civil y el 20 de febrero reforma el Código Civil de Venezuela. No faltó la oposición de una parte del clero, ante esta última medida, porque el matrimonio civil debía realizarse ante el presidente del Concejo, antes del matrimonio eclesiástico. La publicación de la Ley se hizo el 8 de enero, y diez días más tarde entró en vigencia. El 16 de enero hicieron uso de la nueva disposición las primeras parejas conformadas por Manuel María Martínez y Carmen Paz Castillo; José Ignacio Cardozo y Carmen Núñez de Cáceres y el general Aníbal Marott y Ramona España. De esta tercera unión fueron testigos el mandatario y el general Víctor Rodríguez Párraga. El propio presidente legalizó civilmente su matrimonio con su esposa Ana Teresa Ibarra el 14 de febrero de ese año, aunque se casó por la Iglesia católica el 13 de junio de 1867. Guzmán Blanco también fue quien introdujo el concepto del divorcio, algo mal visto por la jerarquía eclesiástica, pues presentaba la posibilidad de disolver la unión matrimonial, considerada como sagrada por la Iglesia católica.
A pesar, de todo este avance en contra de la jerarquía eclesiástica, esta se mantuvo firme en su oposición al gobierno de Antonio Guzmán Blanco, quien disgustado por la situación, optó por planificar la separación de la Iglesia católica venezolana de la Santa Sede y constituirla en independiente. Ante esta estrategia, el papa Pio IX, a fin de evitar dicha acción, destituyó a Monseñor Guevara y Lira y nombró un nuevo Arzobispo de Caracas, escogido a antojo de Guzmán Blanco.

### El anticlericalismo en Estados Unidos
Aunque se habla más a menudo del anticlericalismo con respecto a la historia o la política actual de los países latinos, donde se estableció la Iglesia católica y donde el clero tenía privilegios, Philip Jenkins señala en su libro de 2003 The New Anti-Catholicism que Estados Unidos, a pesar de la falta de los establecimientos católicos, siempre ha tenido anticlericalistas.  También hubo muchas representaciones negativas del clero católico desde el auge del cine en los años 20. El Ku Klux Klan saboteó las candidaturas de Al Smith y John F Kennedy acusándolos de ser vasallos de Roma.

### Anticlericalismo en Nicaragua
La persecución a la iglesia en Nicaragua tiene una motivación política. En el periodo de 2018 a 2023 se han denunciado 193 ataques contra obispos, sacerdotes, diáconos, seminaristas y monjas. El estado de Nicaragua bajo el gobierno sandinista de Daniel Ortega rompió relaciones con el Vaticano en 2023. En el plano económico, ha supuesto la expropiación de la Universidad Centroamericana (UCA), el bloqueo de las cuentas de las diócesis de Matagalpa y Managua y la expulsión de órdenes religiosas como las religiosas de la Cruz del Sagrado Corazón de Jesús o las hermanas Trapenses de Nicaragua. Además, en el ámbito social se ha llevado a cabo la supresión manifestaciones públicas de fervor religioso como las procesiones de Semana Santa (2023), y la vigilancia del Consejo del Poder Ciudadano durante las misas.